# Hervarth Frass von Friedenfeldt
Hervarth Reichsritter Frass Edler von Friedenfeldt (* 26. Mai 1913 in Reichenberg; † 20. September 1941) war ein sudetendeutscher Fechter. 1936 nahm er für das Team der Tschechoslowakei an den Olympischen Sommerspielen in Berlin teil. Zur Zeit des Nationalsozialismus war er Mitglied der SS, nahm für das Deutsche Reich an Fechtwettbewerben teil und wurde deutscher Meister.

## Leben und Erfolge
Bei den Olympischen Spielen 1936 in Berlin nahm Frass von Friedenfeldt sowohl im Säbel als auch mit dem Florett teil. Im Einzel schied er im Säbel in der zweiten, mit dem Florett schon in der ersten Runde aus. Mit der Mannschaft der Tschechoslowakei erreichte er in beiden Disziplinen die zweite Runde.
Nach der Okkupation Tschechiens trat der promovierte Mediziner Frass von Friedenfeldt im Oktober 1938 der SS bei (SS-Nummer 310.299). Zusammen mit Reinhard Heydrich, dem Leiter des Reichssicherheitshauptamtes, Richard Liebscher, Josef Losert und Hainke gewann er 1938 ein internationales Säbelturnier in Berlin. 1939 erhielt er eine Anstellung an der Berliner Charité und einen SS-Ehrenführertitel und startete zusammen mit Heydrich auf weiteren Wettbewerben. 1940 gewann er die deutschen Einzelmeisterschaften im Säbel.